# Nicola Baldan
Nicola Baldan (30 mei 1982) is een Italiaans autocoureur.

## Loopbaan
Baldan begon zijn autosportcarrière in 2004 in de Italiaanse Renault Clio Cup. In zijn eerste twee seizoenen werd hij zestiende in de eindstand, voordat hij in 2006 voor het eerst in de top 10 eindigde met een vijfde plaats. In 2007 werd hij zevende en in 2008 behaalde hij zijn beste kampioenschapspositie met een vierde plaats. Dat was ook het jaar waarin hij zijn enige podiumfinishes behaalde op het Autodromo Vallelunga, de Hungaroring en het Automotodrom Brno. In 2009 had hij geen vast racezitje en reed hij enkel twee races in de Alpe Adria Clio Cup.
In 2010 stapte Baldan over naar de Trofeo Abarth Italia, waar hij direct kampioen werd. Tevens reed hij dat jaar in enkele races van de Trofeo Castrol SEAT Leon Supercopa. In 2011 kwam hij uit in de Trofeo Pirelli F430-klasse van de Italiaanse Ferrari Challenge en reed hij in de GT4-klasse van het Italiaanse GT-kampioenschap, waarin hij op plaats 29 eindigde. In 2012 keerde hij terug naar de Trofeo Abarth Italia, waarin hij ditmaal tweede werd, en werd hij hiernaast vijfde in de Trofeo Abarth 500 Europe.
In 2013 kwam Baldan uit in de Italiaanse MINI Challenge. Hij won zeven races en stond in totaal tien keer op het podium. Met 199 punten werd hij overtuigend kampioen in de klasse. In 2014 reed hij in de EUROV8 Series; hij won een race op het Circuit Mugello en behaalde in de rest van het seizoen nog vijf podiumplaatsen. Met 147 punten werd hij derde in de eindstand. In 2015 reed Baldan geen races, maar in 2016 keerde hij terug in de autosport in de Seat Leon Eurocup. Hier werd hij elfde in de eindstand met een vijfde plaats op Mugello als beste resultaat.
In 2017 stapte Baldan over naar de TCR-klasse van het Campionato Italiano Turismo. Hij won zeven races en stond in totaal elf keer op het podium, waardoor hij met 210 punten kampioen werd in de klasse. In 2018 bleef hij rijden in dit kampioenschap, dat de naam had veranderd in het TCR Italy Touring Car Championship. Hij won weliswaar een race op het Circuit Paul Ricard, maar wisselvallige resultaten in de overige races zorgden ervoor dat hij in de eindstand naar de vijfde plaats zakte met 69,5 punten. Tevens reed hij dat jaar ook enkele races in de TCR Europe Touring Car Series, waarin hij op plaats 27 eindigde.
In 2019 nam Baldan deel aan de GT3 Pro-klasse van het Italiaanse GT-kampioenschap. Hij behaalde een podiumplaats op het Autodromo Enzo e Dino Ferrari en werd met 30 punten zevende in het klassement. Daarnaast reed hij in een race van de TCR DSG Endurance. In 2020 nam hij deel aan de Italiaanse Porsche Carrera Cup, waarin hij op Mugello zijn enige podiumfinish behaalde. Met 42 punten werd hij achtste in de eindstand. Daarnaast reed hij een aantal races in de TCR Europe Touring Car Series, de TCR-klasse van het Italiaanse touring car-kampioenschap en de TCR Iberico. Alleen in de laatste klasse wist hij op het Circuito Permanente de Jerez het podium te bereiken.
In 2021 reed Baldan in het Italiaanse touring car-kampioenschap voor het team Target Competition. Hij behaalde drie podiumplaatsen: twee op het Misano World Circuit Marco Simoncelli en een op Imola. Met 316 punten werd hij achter Antti Buri, Kevin Ceccon en Salvatore Tavano vierde in de eindstand. Tevens maakte hij dat jaar zijn debuut in de World Touring Car Cup voor Target in een Hyundai Elantra N TCR tijdens de weekenden op de Hungaroring en de Adria International Raceway. Op de Hungaroring was hij enkel gastcoureur, maar op Adria kwam hij in aanmerking voor kampioenschapspunten. Hij kwam echter niet verder dan een negentiende en een achttiende plaats in de races.